# کریژانوویتسه (ناحیه ویشکوف)
کریژانوویتسه (به چکی: Křižanovice) یک منطقهٔ مسکونی در جمهوری چک است که در ناحیه ویشکوو واقع شده‌است. کریژانوویتسه ۴٫۷۹ کیلومتر مربع مساحت و ۷۶۸ نفر جمعیت دارد و ۲۰۹ متر بالاتر از سطح دریا واقع شده‌است.